# Arhopala lammas
Arhopala lammas är en fjärilsart som beskrevs av Corbet 1941. Arhopala lammas ingår i släktet Arhopala och familjen juvelvingar. Inga underarter finns listade i Catalogue of Life.